# BioShock
BioShock là trò chơi video bắn súng góc nhìn thứ nhất phát triển bởi Irrational Games và thiết kế bởi Ken Levine. Trò chơi đã phát hành cho hệ điều hành Windows và hệ máy Xbox 360 tại thị trường Bắc Mỹ vào ngày 21 tháng 8 năm 2007 sau đó ba ngày thì phát hành tại châu Âu và Úc. Nó có thể tải xuống từ Steam từ ngày 27 tháng 8 năm 2007. Phiên bản cho hệ máy PlayStation 3 với các tính năng bổ sung đã được phát triển bởi 2K Marin, 2K Boston, 2K Australia và Digital Extremes và phát hành trên thị trường quốc tế vào ngày 17 tháng 10 năm 2008 sau đó phát hành tại Bắc Mỹ vào ngày 21 tháng 10 năm 2008. Trò chơi cũng được phát hành cho hệ điều hành Mac OS X vào ngày 07 tháng 10 năm 2009. Phiên bản cho hệ máy di động được phát triển bởi IG Fun. Phần tiếp theo của trò chơi là BioShock 2 đã được phát hành. Vào trung tầm tháng 09 năm 2016 phiên bản làm lại của BioShock đã được phát hành, dưới tên "BioShock Remastered" cốt truyện giữ nguyên chỉ có độ phân giải đã được lên mức 4K và chơi được trên windows 10
Trò chơi lấy bối cảnh trong lịch sử giả tưởng năm 1960, người chơi sẽ vào vai một người sống sót sau vụ tai nạn máy bay đâm xuống biển tên Jack người sẽ cố gắng sinh tồn trong một thành phố tên Rapture xây dựng dưới đáy biển chống chọi lại những người đột biến trở nên điên dại do nghiện một chất có thể cho con người những sức mạnh phi thường khi thay thế gien tên là ADAM và anh cũng sử dụng chất này để sinh tồn cũng như có những khả năng đặc biệt. Trò chơi kết hợp các yếu tố như nhập vai và chiến đấu để sinh tồn. Nó được nhà phát triển và Levine gọi là "người kế thừa tinh thần" cho loạt trò chơi System Shock trước kia của họ. BioShock nhận được rất nhiều đánh giá tích cực trong đó có cốt truyện, thiết lập độc đáo của môi trường nhập vai, khả năng sử dụng triết lý đạo đức đánh vào tâm lý. Một trong những điểm được đánh giá cao là cách diễn tả mối quan hệ giống như cha con của các Big Daddy và Little Sister, mối quan hệ này được thể hiện rõ nét hơn trong BioShock 2.

## Truyền thông

### Trò chơi điện tử
BioShock được phát triển bởi Irrational Games và thiết kế bởi Ken Levine. Trò chơi đã phát hành cho hệ điều hành Windows và hệ máy Xbox 360 tại thị trường Bắc Mỹ vào ngày 21 tháng 8 năm 2007 sau đó ba ngày thì phát hành tại châu Âu và Úc. Nó có thể tải xuống từ Steam từ ngày 27 tháng 8 năm 2007. Phiên bản cho hệ máy PlayStation 3 với các tính năng bổ sung đã được phát triển bởi 2K Marin, 2K Boston, 2K Australia và Digital Extremes và phát hành trên thị trường quốc tế vào ngày 17 tháng 10 năm 2008 sau đó phát hành tại Bắc Mỹ vào ngày 21 tháng 10 năm 2008. Trò chơi cũng được phát hành cho hệ điều hành Mac OS X vào ngày 07 tháng 10 năm 2009. Phiên bản cho hệ máy di động được phát triển bởi IG Fun.
Với doanh số cao và nhận được nhiều đánh giá tốt. Vào ngày 11 tháng 3 năm 2008 Take Two Interactive đã tuyên bố BioShock 2 đã được phát triển bởi 2K Marin. BioShock 3 cũng đã được công bố sẽ thực hiện và ngày phát hành của nó có thể trùng với ngày phát hành chuyển thể phim. BioShock 2 ban đầu dự tính có tên BioShock 2: Sea of Dreams nhưng sau đó đã rút bớt lại. Vào tháng 8 năm 2010 một đoạn phim giới thiệu cho BioShock Infinite đã được tung ra nhưng thay vì nối tiếp các phiên bản trước lấy bối cảnh thành phố ngầm dưới biển Rapture thì trò chơi lại lấy bối cảnh trong một thành phố bay lơ lửng giữa không trung.

### Artbook
Một artbook tên BioShock: Breaking the Mold với nhiều hình ảnh do chính 2K Games thực hiện và phát hành vào ngày 13 tháng 8 năm 2007 dưới dạng PDF tải về miễn phí từ trang web chính của 2K Games. Đến ngày 01 tháng 10 năm 2007 thì 2K Games bắt đầu gởi bản in của artbook này cho những người đã mua phải những bức tượng có hình các Big Daddy bị vỡ như cách để đền bù và thay thế các bức tượng này. Vào ngày 31 tháng 10 năm 2008 những người giành được phiên bản artbook đặc biệt tên Breaking the Mold: Developers Edition Artbook Cover Contest đã được công bố.

### Tiểu thuyết
Một tiểu thuyết mang tên BioShock: Rapture viết bởi John Shirley sẽ phát hành vào ngày 19 tháng 7 năm 2011, lấy bối cảnh trước khi các sự kiện trong BioShock xảy ra nó nói về việc thành phố Rapture đã được xây dựng và thịnh vượng như thế nào cùng các sự kiện dẫn đến sự sụp đổ của nó.

### Âm nhạc
2K Games đã phát đăng các bản nhạc giao hưởng hay nhất trên trang web chính của họ từ ngày 24 tháng 8 năm 2007. Với 12 trên 22 bài nhạc trong trò chơi định dạng MP3 do Garry Schyman hòa tấu đã được đăng. Phiên bản giới hạn của trò chơi có đính kèm với đĩa nhạc The Rapture EP chứa các bản nhạc biến tấu thực hiện bởi Moby và Oscar The Punk. Ba đĩa CD nhạc biến tấu khác có chứa các bài hát Beyond the Sea, God Bless the Child và Wild Little Sisters còn các bài hát gốc chỉ xuất hiện trong trò chơi.
BioShock đã cho gặp nhiều kèn hát khác nhau mỗi cái mang một bài hát riêng xuất hiện trong những năm 1940 và 1950, trò chơi sử dụng chúng như nhạc nền để mêu tả bối cảnh thập niên 1960 của trò chơi. Tổng cộng 30 bài hát có bản quyền có thể được nghe trong suốt trò chơi.

### Phim
Ngày 09 tháng 5 năm 2008, Take Two đã tuyên bố hợp tác với Universal Studios để thực hiện bộ phim BioShock với sự đạo diễn của Gore Verbinski và kịch bản của John Logan. Bộ phim được dự kiến sẽ được trình chiếu trong năm 2010, nhưng đã bị hoãn do những vấn đề ngân sách. Ngày 24 tháng 8 năm 2009, có thông tin Verbinski đã bỏ dự án do quyết định của hãng phim liên quan đến việc quay phim ở nước ngoài để tiết kiệm chi phí. Verbinski đã chuyển sang dự án phim khác có tên Rango. Tháng 1 năm 2010 dự án đã ở trong giai đoạn tiền sản xuất, với sự đạo diễn của Juan Carlos Fresnadillo và Braden Lynch, các diễn viên lồng tiếng trong BioShock 2 cũng tham gia bộ phim.

## Đón nhận

### Nhận xét
BioShock đã nhận được nhiều lời khen ngợi: Nhận xét chủ đạo từ các tờ báo là khen ngợi những tính chất nhập vai của trò chơi và chiều hướng chính trị mà trò chơi nói đến. Tờ Boston Globe đánh giá trò chơi là ""một trò chơi máy tính đẹp, tàn bạo, và không tĩnh lặng... một trong những trò chơi hay nhất trong năm" và so sánh nó với cuốn tiểu thuyết Atlas Shrugged của Whittaker Chambers phát hành năm 1957. Tờ Los Angeles Times đã nhận xét "Đúng, nó thú vị để chơi, trông đẹp mắt và rất dễ điều khiển. Nhưng trò chơi có một điểm mà không có trò chơi nào thực hiện cho đến nay: Nó thực sự buộc bạn cảm nhận.". Tờ The New York Times đã nhận xét "Thông minh, quyến rũ, đôi khi đáng sợ" cùng "Trò chơi thể hiện một cách đầy khiều khích với cốt truyện dựa trên triết lý đạo đức, định hướng nghệ thuật ấn tượng cùng việc lồng tiếng tuyệt vời. BioShock có thể ngẩn cao đầu cùng các trò chơi hay nhất từng được thực hiện.".
Tại Game Rankings đã nhận được số điểm trung bình là 94,95% và đứng thứ tư trong các trò chơi hay nhất từng được phát hành trên hệ Xbox 360 sau The Orange Box, Grand Theft Auto IV và Mass Effect 2. Trên hệ máy PC nó nhận được điểm trung bình là 95,2% đứng thứ ba sau Half-Life 2 và The Orange Box. Tại Metacritic BioShock nhận được điểm số là 96 khiến nó trở thành trò chơi hay nhất tại đó trên hệ Xbox 360 trong năm 2007.

### Doanh thu
BioShock đứng thứ ba về trò chơi có doanh thu cao nhất trên hệ máy Xbox 360 vào tháng 8 năm 2007 với 490.900 bản được bán. Tờ Wall Street Journal nói về cổ phiếu của Take-Two là "đã tăng vọt lên 20%" trong tuần lễ đầu sau khi nhận được nhiều đánh giá tốt về trò chơi. Take-Two đã tuyên bố đến ngày 05 tháng 6 năm 2008 hơn 2,2 triệu bản đã được xuất xưởng. Đến tháng 3 năm 2010 thì BioShock đã bán được khoảng 4 triệu bản.

### Giải thưởng
Tại E3 2006, BioShock đã được trao cho nhiều danh hiệu "Trò chơi của Chương trình" trên nhiều trang web chuyên về game như GameSpot, IGN, GameSpy và GameTrailers. BioShock đã nhận được danh hiệu Hay nhất trên hệ Xbox 360 tại Hội nghị Leipzig Games năm 2007. sau khi trò chơi được phát hành thì chương trình Spike TV Video Game Awards đã cho BioShock danh hiệu Trò chơi của năm, Hay nhất trên Xbox 360 và Điểm trung bình cao nhất cùng bốn danh hiệu khác là: Bắn súng hay nhất, Đồ họa đẹp nhất, Trò chơi PC hay nhất và Âm nhạc hay nhất. Trò chơi cũng giành được giải thưởng Trò chơi hay nhất tại BAFTA năm 2007. X-Play cũng đã chọn trò chơi làm: Trò chơi của năm, Âm nhạc hay nhất, Cốt truyện hay nhất và Đạo diễn nghệ thuật tốt nhất năm 2007.
Trên IGN, BioShock được bình chọn là Trò chơi năm 2007 và thắng luôn danh hiệu Trò chơi PC của năm, Thiết kế nghệ thuật đẹp nhất và Sử dụng âm thanh hiệu quả nhất. GameSpy đã xếp trò chơi hạng ba trong những trò chơi hay nhất năm và trao các danh hiệu Sử dụng âm thanh hiệu quả nhất cùng Thiết kế nghệ thuật đẹp nhất. GameSpot thì cho Cốt truyện hay nhất trong khi GamePro đánh giá BioShock là Cốt truyện hay nhất trên hệ Xbox 360 và Trò chơi đơn bắn súng hay nhất. BioShock đã thắng danh hiệu Hình ảnh nghệ thuật đẹp nhất, Cốt truyện hay nhất và Âm thanh ấn tượng nhất tại Game Developers Choice Awards năm 2008. Tại Game Informer trò chơi đã đứng nhất trong 10 trò chơi có phần phim mở đầu ấn tượng nhất. GamesRadar đã đánh giá BioShock đứng thứ 12 trong các trò chơi hay nhất mọi thời đại.